# استیج (فصل ۲)
فصل دوم استیج (به انگلیسی: Stage) یک برنامهٔ تلویزیونی برای یافتن استعدادهای تاکنون ناشناخته موسیقی برای فارسی زبانان بدون در نظر گرفتن سن‌وسال و با داوری شهرام آذر، بابک سعیدی، حامد نیک‌پی و رضا روحانی و در ادامهٔ استیج است. شبکهٔ من‌وتو بعد از محبوبیت نرم‌افزار پیام‌رسان تلگرام اقدام به ایجاد کانال برنامهٔ استیج در این اپلیکیشن نمود. فصل دوم این برنامه از شبکهٔ من‌وتو پخش می‌شود و جایزهٔ این مسابقه ۵۰ هزار دلار است. برای اولین بار در این سری برنامه‌ها، امکان‌پذیرفته شدن هنرجوهایی با سبک‌های غیر پاپ مانند رپ، سنتی، تلفیقی و جاز وجود دارد.
برندهٔ این مسابقه از سوی مردم و با استفاده از اپلیکیشن من‌وتو انتخاب می‌شود.

## فصل دوم

### شرکت‌کنندگان
از میان نزدیک به ۱۵۰ نفر شرکت‌کننده در آزمون صدا ۵۲ نفر توسط داوران انتخاب شدند. در مرحله دوم این ۵۲ شرکت‌کننده در قالب گروه‌های مختلف به اجرای برنامه پرداختند که مجموعاً ۲۵ نفر (۲۳ نفر به صورت انفرادی و یک گروه ترکیبی ۲ نفره) برای دور سوم انتخابی توسط داوران برگزیده شدند. در مرحله پایانی انتخابی شرکت‌کنندگان هر کدام یک اجرا داشتند که در نهایت ۱۳ نفر (۱۱ نفر به صورت انفرادی و یک گروه ترکیبی ۲ نفره) برای اجراهای زنده انتخاب شدند؛ ولی در هنگام شروع اجراهای زنده از گروه ۲ نفره انتخابی توسط بابک سعیدی، تنها یکی از نفرات در اجراهای زنده حضور یافت.
| حضور در برنامه | حذف شده | فینالیست | برنده |

| گروه رضا روحانی                    | گروه بابک سعیدی                   | گروه حامد نیک‌پی                  | گروه شهرام آذر            |
| ---------------------------------- | --------------------------------- | -------------------------------- | ------------------------- |
| علیرضا (اوّل)                       | نیکیتا (۱ نجات) (دوم)             | الهه (۱ نجات) (حذف در مرحله ششم) | بهروز (۲ نجات) (سوم)      |
| رایان (۳ نجات) (حذف در مرحله هفتم) | حسام (۱ نجات) (حذف در مرحله هشتم) | داریوش (حذف در مرحلهٔ سوم)        | آرش (حذف در مرحله ششم)    |
| مریم (حذف در مرحلهٔ دوم)            | یاشار (حذف در مرحله چهارم)        | هانا (حذف در مرحلهٔ اول)          | تابان (حذف در مرحله پنجم) |

### ۱۲ شرکت کننده برتر
| نجات | حذف |

| شماره | نام شرکت کننده | ترانه (خواننده اصلی)                       | نتیجه     |
| ----- | -------------- | ------------------------------------------ | --------- |
| ۱     | حسام           | یار قدیمی (مسعود صادقلو - مسعود جهانی)     | باقی ماند |
| ۲     | هانا           | گل آفتابگردون (نوش آفرین) سکه ماه (مرجان)  | حذف شد    |
| ۳     | علیرضا         | صدام کردی (ابی)                            | باقی ماند |
| ۴     | تابان          | ویرون بشی ای دل (پوران)                    | باقی ماند |
| ۵     | یاشار          | واست می‌میرم (گروه سون)                     | باقی ماند |
| ۶     | الهه           | بیا بریم کوه (محلی خراسانی)                | باقی ماند |
| ۷     | بهروز          | وایسا دنیا (رضا صادقی)                     | باقی ماند |
| ۸     | مریم           | خواب ستاره (عارف)                          | باقی ماند |
| ۹     | داریوش         | پیچک (ابی)                                 | باقی ماند |
| ۱۰    | آرش            | کویر (گوگوش)                               | باقی ماند |
| ۱۱    | رایان          | همیشگی (شادمهر عقیلی) برادر (محمد علیزاده) | نجات یافت |
| ۱۲    | نیکیتا         | خاطرات تو (سیروان خسروی)                   | باقی ماند |

میهمان:حسین تهی

### ۱۱ شرکت کننده برتر
| شماره | نام شرکت کننده | ترانه (خواننده اصلی)                    | نتیجه     |
| ----- | -------------- | --------------------------------------- | --------- |
| ۱     | داریوش         | یه رویا (ناصر عبدالهی)                  | باقی ماند |
| ۲     | آرش            | ماهیگیر (مازیار)                        | باقی ماند |
| ۳     | حسام           | نقاب (سیاوش قمیشی)                      | باقی ماند |
| ۴     | رایان          | قصه عشق (ابی)                           | باقی ماند |
| ۵     | الهه           | آسیمه‌سر (محمد اصفهانی)                  | باقی ماند |
| ۶     | تابان          | راوی (هایده)                            | باقی ماند |
| ۷     | نیکیتا         | بلیط یک طرفه (سوگند)                    | باقی ماند |
| ۸     | مریم           | دختر دریا (گوگوش) باور کن (گوگوش)       | حذف شد    |
| ۹     | بهروز          | نه نرو (سیروان خسروی) سایه‌نشین (مارتیک) | نجات یافت |
| ۱۰    | یاشار          | دیوونگی باتو (امین رستمی)               | باقی ماند |
| ۱۱    | علیرضا         | منو گنجیشکای خونه (گوگوش)               | باقی ماند |

میهمان: فرشید امین

### ۱۰ شرکت کننده برتر
| شماره | نام شرکت کننده | ترانه (خواننده اصلی)                          | نتیجه     |
| ----- | -------------- | --------------------------------------------- | --------- |
| ۱     | علیرضا         | فردا تو می‌آیی (هوشمند عقیلی)                  | باقی ماند |
| ۲     | نیکیتا         | بارون (ملانی)                                 | باقی ماند |
| ۳     | داریوش         | خاک جنوب (عیسی بلوچستانی) راز (ناصر عبداللهی) | حذف شد    |
| ۴     | بهروز          | نازی ناز کن (ابی)                             | باقی ماند |
| ۵     | رایان          | عشق (داریوش) پرنده (گوگوش)                    | نجات یافت |
| ۶     | یاشار          | این عشقه (سامی بیگی)                          | باقی ماند |
| ۷     | الهه           | در آغوش (نگینه امانقلوا)                      | باقی ماند |
| ۸     | تابان          | عقرب زلف کجت (پوران)                          | باقی ماند |
| ۹     | حسام           | سبب (شادمهر عقیلی)                            | باقی ماند |
| ۱۰    | آرش            | مرداب (گوگوش)                                 | باقی ماند |

ترانه گروهی: بهت قول میدم (محسن یگانه) - تنظیم: حامد نیک‌پی
میهمان:شهاب تیام

### ۹ شرکت کننده برتر
تم: عشق
| شماره | نام شرکت کننده | ترانه (خواننده اصلی)                                             | نتیجه     |
| ----- | -------------- | ---------------------------------------------------------------- | --------- |
| ۱     | تابان          | حدیث عشق (فرشته)                                                 | باقی ماند |
| ۲     | حسام           | شال (The ways band)                                              | باقی ماند |
| ۳     | رایان          | تو اگه با من باشی (عارف) شکار (ابی)                              | نجات یافت |
| ۴     | آرش            | لیلای من کو (حامی)                                               | باقی ماند |
| ۵     | الهه           | جامه نارنجی (سیما بینا)                                          | باقی ماند |
| ۶     | یاشار          | جاده یک طرفه (مرتضی پاشایی) منو بارون (رضا صادقی و بابک جهانبخش) | حذف شد    |
| ۷     | بهروز          | جستجو (ابی)                                                      | باقی ماند |
| ۸     | علیرضا         | حسودی (شهرام صولتی)                                              | باقی ماند |
| ۹     | نیکیتا         | نگو تنهایی (گلاره شیبانی)                                        | باقی ماند |

ترانه گروهی: صحنه (سیاوش شمس) - تنظیم: بابک سعیدی
میهمان: شهریار

### ۸ شرکت کننده برتر
تم: موسیقی فیلم و سریال
| شماره | نام شرکت کننده | ترانه (خواننده اصلی)                                            | نتیجه     |
| ----- | -------------- | --------------------------------------------------------------- | --------- |
| ۱     | آرش            | دلم گرفت - فیلم سام و نرگس (حامی)                               | باقی ماند |
| ۲     | رایان          | دروغه - فیلم قلب یخی (مازیار فلاحی)                             | باقی ماند |
| ۳     | نیکیتا         | همسفر - فیلم همسفر (گوگوش)                                      | باقی ماند |
| ۴     | بهروز          | ای خدا - فیلم غریبه (عارف)                                      | باقی ماند |
| ۵     | الهه           | دریایی (کمکم کن) - فیلم ممل آمریکایی (گوگوش) شام مهتاب (داریوش) | نجات یافت |
| ۶     | علیرضا         | هرگز (قصه دلها) - فیلم روسپی (عهدیه)                            | باقی ماند |
| ۷     | حسام           | سنگ صبور - فیلم سنتوری (محسن چاوشی)                             | باقی ماند |
| ۸     | تابان          | ارمغان تاریکی - فیلم ارمغان تاریکی (محمد اصفهانی) تردید (هلن)   | حذف شد    |

ترانه گروهی: مجنون (گروه بلک کتس) - تنظیم: بابک سعیدی
میهمان:گل آذین و ارسلان

### ۷ شرکت کننده برتر
تم: خواننده‌های زن
| شماره | نام شرکت کننده | ترانه (خواننده اصلی)                                  | نتیجه     |
| ----- | -------------- | ----------------------------------------------------- | --------- |
| ۱     | بهروز          | بردی از یادم (دلکش) هوای گریه (همایون شجریان)         | نجات یافت |
| ۲     | علیرضا         | فریاد (هایده)                                         | باقی ماند |
| ۳     | الهه           | دل دیوونه (هایده) آفتاب مهربانی (محمد اصفهانی)        | حذف شد    |
| ۴     | آرش            | بازگشته (امید جانم) (دلکش) کلبه (ابی و کامران و هومن) | حذف شد    |
| ۵     | نیکیتا         | سیاه چشمون (هایده)                                    | باقی ماند |
| ۶     | رایان          | گل بی گلدون (گوگوش)                                   | باقی ماند |
| ۷     | حسام           | سیب (سیمین غانم)                                      | باقی ماند |

ترانه گروهی: عزیز جون (امل ساین) - تنظیم: رضا روحانی
میهمان : رعنا منصور

### ۵ شرکت کننده برتر
تم: دیسکو دهه ۷۰
| شماره | نام شرکت کننده | ترانه (خواننده اصلی)              | نتیجه     |
| ----- | -------------- | --------------------------------- | --------- |
| ۱     | رایان          | خدای آسمون‌ها (طوفان) هجرت (گوگوش) | حذف شد    |
| ۲     | نیکیتا         | گل یخ (کوروش یغمایی)              | باقی ماند |
| ۳     | بهروز          | کوچولو (عارف)                     | باقی ماند |
| ۴     | حسام           | نیاز (فریدون فروغی) سایه (ابی)    | نجات یافت |
| ۵     | علیرضا         | نیمه گمشده (گوگوش)                | باقی ماند |

ترانه گروهی: ساقیا (ساسی مانکن) - تنظیم: حامد نیک‌پی
میهمان : داوود بهبودی و نوش آفرین

### نیمه نهایی
تم: یاد از ویگن
| شماره | نام شرکت‌کننده | ترانه (خوانندهٔ اصلی)                                | نتیجه     |
| ----- | ------------- | --------------------------------------------------- | --------- |
| ۱     | حسام          | مهتاب (ویگن) تجربه کن (شادمهر عقیلی) خاکستری (ابی)  | حذف شد    |
| ۲     | بهروز         | گل سرخ (ویگن) عطر تو (ابی)                          | باقی ماند |
| ۳     | نیکیتا        | شکوفه‌ها (ویگن) تو نباشی (زانیار خسروی) قلب (مارتیک) | نجات یافت |
| ۴     | علیرضا        | چرا نمی‌رقصی؟ (ویگن) به خاطر تو (ویگن)               | باقی ماند |

ترانه گروهی: آمد نوبهار (نادر گلچین)  - تنظیم: رضا روحانی
میهمان : احمدرضا نبی زاده و ادی عطار

### فینال
| شماره | نام شرکت‌کننده | ترانه (خوانندهٔ اصلی)                          | نتیجه |
| ----- | ------------- | --------------------------------------------- | ----- |
| ۱     | علیرضا        | عاشق شدم (عهدیه) کلبه (ابی) و (کامران و هومن) | اول   |
| ۲     | نیکیتا        | دلم (سوگند) دو پنجره (گوگوش)                  | دوم   |
| ۳     | بهروز         | چرا عاشق شدم من؟ (اندی) گریه نکن (ابی)        | سوم   |

ترانه گروهی: آمد بهار (شهرام شب پره) - تنظیم: شهرام آذر
میهمان: کامیار - آوا بهرام - ادوین - هلن - امیرحسین افتخاری

### رده بندی نهایی
| رتبه | نام شرکت‌کننده | مرحله اول                                  | مرحله دوم                               | مرحله سوم                                     | مرحله چهارم                                                      | مرحله پنجم                                  | مرحله ششم                                             | مرحله هفتم                        | نیمه نهایی                                          | فینال                                  |
| ---- | ------------- | ------------------------------------------ | --------------------------------------- | --------------------------------------------- | ---------------------------------------------------------------- | ------------------------------------------- | ----------------------------------------------------- | --------------------------------- | --------------------------------------------------- | -------------------------------------- |
| ۱    | علیرضا        | صدام کردی (ابی)                            | من و گنجیشکای خونه (گوگوش)              | فردا تو می آیی (هوشمند عقیلی)                 | حسودی (شهرام صولتی)                                              | هرگز (قصه دلها) (عهدیه)                     | فریاد (هایده)                                         | نیمه گمشده (گوگوش)                | چرا نمیرقصی (ویگن) به خاطر تو (ویگن)                | عاشق شدم (عهدیه) کلبه (ابی)            |
| ۲    | نیکیتا        | خاطرات تو (سیروان خسروی)                   | بلیط یک طرفه (سوگند)                    | بارون (ملانی)                                 | نگو تنهایی (گلاره شیبانی)                                        | همسفر (گوگوش)                               | سیاه چشمون (هایده)                                    | گل یخ (کوروش یغمایی)              | شکوفه‌ها (ویگن) تو نباشی (زانیار خسروی) قلب (مارتیک) | دلم (سوگند) دو پنجره (گوگوش)           |
| ۳    | بهروز         | وایسا دنیا (رضا صادقی)                     | نه نرو (سیروان خسروی) سایه‌نشین (مارتیک) | نازی ناز کن (ابی)                             | جستجو (ابی)                                                      | ای خدا (عارف)                               | بردی از یادم (دلکش) هوای گریه (همایون شجریان)         | کوچولو (عارف)                     | گل سرخ (ویگن) عطر تو (ابی)                          | چرا عاشق شدم من؟ (اندی) گریه نکن (ابی) |
| ۴    | حسام          | یار قدیمی (مسعود صادقلو - مسعود جهانی)     | نقاب (سیاوش قمیشی)                      | سبب (شادمهر عقیلی)                            | شال (The ways band)                                              | سنگ صبور (محسن چاوشی)                       | سیب (سیمین غانم)                                      | نیاز (فریدون فروغی) سایه (ابی)    | مهتاب (ویگن) تجربه کن (شادمهر عقیلی) خاکستری (ابی)  |                                        |
| ۵    | رایان         | همیشگی (شادمهر عقیلی) برادر (محمد علیزاده) | قصه عشق (ابی)                           | عشق (داریوش) پرنده (گوگوش)                    | تو اگه با من باشی (عارف) شکار (ابی)                              | دروغه (مازیار فلاحی)                        | گل بی گلدون (گوگوش)                                   | خدای آسمون‌ها (طوفان) هجرت (گوگوش) |                                                     |                                        |
| ۶    | آرش           | کویر (گوگوش)                               | ماهیگیر (مازیار)                        | مرداب (گوگوش)                                 | لیلای من کو (حامی)                                               | دلم گرفت (حامی)                             | بازگشته (امید جانم) (دلکش) کلبه (ابی و کامران و هومن) |                                   |                                                     |                                        |
| ۷    | الهه          | بیا بریم کوه (محلی خراسانی)                | آسیمه‌سر (محمد اصفهانی)                  | در آغوش (نگینه امانقلوا)                      | جامه نارنجی (سیما بینا)                                          | دریایی (کمکم کن) (گوگوش) شام مهتاب (داریوش) | دل دیوونه (هایده) آفتاب مهربانی (محمد اصفهانی)        |                                   |                                                     |                                        |
| ۸    | تابان         | ویرون بشی ای دل (پوران)                    | راوی (هایده)                            | عقرب زلف کجت (پوران)                          | حدیث عشق (فرشته)                                                 | ارمغان تاریکی (محمد اصفهانی) تردید (هلن)    |                                                       |                                   |                                                     |                                        |
| ۹    | یاشار         | واست می‌میرم (گروه سون)                     | دیوونگی با تو (امین رستمی)              | این عشقه (سامی بیگی)                          | جاده یک طرفه (مرتضی پاشایی) منو بارون (رضا صادقی و بابک جهانبخش) |                                             |                                                       |                                   |                                                     |                                        |
| ۱۰   | داریوش        | پیچک (ابی)                                 | یه رویا (ناصر عبدالهی)                  | خاک جنوب (عیسی بلوچستانی) راز (ناصر عبداللهی) |                                                                  |                                             |                                                       |                                   |                                                     |                                        |
| ۱۱   | مریم          | خواب ستاره (عارف)                          | دختر دریا (گوگوش) باور کن (گوگوش)       |                                               |                                                                  |                                             |                                                       |                                   |                                                     |                                        |
| ۱۲   | هانا          | گل آفتابگردون (نوش آفرین) سکه ماه (مرجان)  |                                         |                                               |                                                                  |                                             |                                                       |                                   |                                                     |                                        |

## استیج اِکسترا
استیج اِکسترا (به انگلیسی: Stage Xtra) برنامه‌ای است مرتبط با استیج با مجری‌گری سالومه سیّدنیا که جمعه‌ها ساعت ۱۲ شب از شبکه منوتو پخش می‌شود و به نمایش پشت صحنه‌های برنامه هفته پیش استیج می‌پردازد.